# Phimosus infuscatus
Phimosus infuscatus е вид птица от семейство Ибисови (Threskiornithidae), единствен представител на род Phimosus.

## Разпространение
Видът е разпространен в Аржентина, Боливия, Бразилия, Венецуела, Гвиана, Еквадор, Колумбия, Парагвай, Суринам и Уругвай.